# Guerra dei fiori
Guerra dei fiori o guerra floreale (nahuatl: xōchiyāōyōtl) è il nome dato alle battaglie combattute tra la Triplice alleanza azteca ed alcuni nemici, soprattutto le Città-Stato di Tlaxcala, Huexotzinco, Atlixco e Cholula.

## Storia
Nel suo Codice Durán, Diego Durán afferma che le guerre dei fiori erano decise dal Cihuacoatl azteco, Tlacaelel, a causa di una grande carestia occorsa durante il regno di Motecuhzoma I, risolvibile solo tramite sacrifici umani. Il risultato fu la stipula di un trattato firmato tra gli altepetl di Tenochtitlán (la capitale azteca), Texcoco, Tlaxcala ed Huexotzingo per confrontarsi in battaglie rituali col solo scopo di produrre vittime da sacrificare. Un'altra fonte, il famoso storico Chimalpahin, cita una precedente guerra dei fiori tra i Mexica ed i Chalca.
La cronaca del XVI secolo intitolata Storia di Tlaxcala, scritta dall'abitante locale Diego Muñoz Camargo, contiene la leggenda di un potente guerriero Tlaxcalteca chiamato Tlahuiçole che fu catturato, ma a causa della sua fama di guerriero fu liberato per farlo combattere di fianco agli Aztechi contro i Tarasco di Michoacan. Ricevette tutti gli onori, ma invece di tornare a Tlaxcala scelse di essere sacrificato. Ci furono otto giorni di celebrazioni in suo onore, e poi lui stesso uccise otto guerrieri. Ancora insisteva per essere sacrificato, e combatté ferendo altri 20 uomini prima di essere sconfitto e sacrificato.

## Controversie
L'esatta natura delle guerre dei fiori non è ben precisa, ed esistono numerose differenti interpretazioni del concetto che ne sta alla base. Una popolare idea vorrebbe che le guerre dei fiori fossero una specie di guerra istituzionalizzata in cui due stati nemici pianificavano battaglie al fine di recuperare prigionieri per i riti religiosi che prevedevano sacrifici umani. Un secondo motivo sarebbe stato quello di allenare alla guerra i giovani uomini, e permettere la mobilità sociale di coloro che, partendo dai ceti bassi, facevano carriera militare. Questa idea si basa su citazioni dei primi cronici e sulle lettere di Cortés. Recentemente questa interpretazione è stata messa in dubbio da studiosi quali Nigel Davies e Ross Hassig, secondo i quali "il mutuale accordo" delle guerre dei fiori è dubbio, mentre sarebbero in effetti guerre a bassa intensità, ovvero un tentativo azteco di stancare i Tlaxcalteca prima di conquistarli. 
Nonostante Hassig suggerisca che le interpretazioni fatte sulle guerre dei fiori siano esagerate, accetta il fatto che i prigionieri fossero veramente sacrificati. L'idea di Hassig è che i prigionieri non erano i soli a venir sacrificati; venivano usati solo in alcuni riti aztechi, e comunque non nella cerimonia di ostentazione del 1487 dedicata al Templo Mayor di Tenochtitlán.
I guerrieri aztechi venivano addestrati a preferire la cattura dei nemici in battaglia piuttosto che la loro uccisione. Questa cosa è stata anche citata come ulteriore motivo della sconfitta della loro civiltà da parte degli europei. Stupendo gli Aztechi, i conquistadores europei cercavano di uccidere i nemici in battaglia. Questa ipotesi è stata fortemente avversata da Matthew Restall che riteneva chiaro che i popoli precolombiani si adattarono velocemente alla tecnica europea, opponendo agli spagnoli una fiera resistenza.